# Sital
Sital is een bestuurslaag in het regentschap Simeulue van de provincie Atjeh, Indonesië. Sital telt 273 inwoners (volkstelling 2010).